# Beskan
Beskan oder Bezikan ist der Name eines historischen Kurdenstammes in Ostanatolien. Im Scherefname wird dieser Stamm Pazukan genannt.
Die Beskan (Pazukan) waren laut Scherefname einer der einflussreichsten Stämmen Kurdistans. Derselben Quelle nach sind sie Nachfahren des Suwaidi-Stammes (siehe: Siverek). Besonders unter den Kizilbasch spielten sie eine wichtige Rolle. Die Geschichte des autonomen Fürstentums Beskan (Pazukan) wird von Scherefkhan detailliert beschrieben.
Der Großteil dieses Stammes wanderte nach der Niederlage der Kizilbasch, mit denen sie eng verbündet waren, in den Iran. Heute leben sie vornehmlich in den Provinzen Teheran (die Stadt Varamin) und Semnan. Sie sind zum Teil türkisiert und sprechen die aserbaidschanische Sprache.